# ルース・ブルックス・フリッペン
ルース・ブルックス・フリッペン（Ruth Brooks Flippen、1921年9月14日 - 1981年7月9日）は、アメリカの脚本家である。映画やテレビの脚本家として活動した。

## 経歴
1921年、ブルックリン生まれ。1947年に性格俳優のジェイ・C・フリッペンと結婚したが1971年に死別した。
1950年代から1960年代にかけては、『ギジェット』の続編映画など、映画の脚本家として活動した。その後テレビドラマに活動を移し、1967年から1969年まで担当したシットコム『That Girl』をはじめ。さまざまな作品を担当した。『That Girl』では"The Mailman Cometh"の回の脚本が1968年のエミー賞で"Outstanding Writing Achievement in Comedy"部門にノミネートされた。また『The ABC Afternoon Playbreak』枠で放送された90分番組『Oh, Baby, Baby, Baby...』は、1975年のデイタイム・エミー賞で"Outstanding Writing for a Daytime Special Program"部門にノミネートされた。1980年には、ソープオペラ『デイズ・オブ・アワ・ライブス』のヘッドライターを短期間務めたこともある。
1981年、カリフォルニア州マリナ・デル・レイにて死去。

## 作品

### 映画
- Three Guys Named Mike (1951)[7]
- Love Is Better Than Ever (1952)[8]
- Because You're Mine (1952)[9]
- Everything I Have Is Yours (1952)[1][10]
- I Love Melvin (1953; "additional dialogue" credit)[11]
- ヤング・ハワイ Gidget Goes Hawaiian (1961)[1][12]
- Sail a Crooked Ship (1961)[12][13]
- Gidget Goes to Rome (1963)[12]
- 坊やの作戦命令 A Ticklish Affair (1963)[12][14][15]
- ハートでキッス Looking for Love (1964)[16]

### テレビ
- ギジェットは15才 Gidget (1965-1966; 8話)[12][17]
- 奥さまは魔女 Bewitched (1965-1971; 38話)[18]
- That Girl (1967-1969; 55 話)[19]
- ゆかいなブレディー家 The Brady Bunch (1969-1970; 16話)[20]
- My World and Welcome to It (1969-1970; 2 話)[21]
- おかしな二人 The Odd Couple (1970; 1話)[22]
- The Ghost & Mrs. Muir (1970; 1話)[22]
- The New Scooby-Doo Movies (1972; 16 話)[23]
- The ABC Saturday Superstar Movie (1972; 4話)[20]
- Oh, Baby, Baby, Baby... (1974; 90-minute drama)[24]
- Let's Switch (1975; テレビ映画)[12][25]
- The Love Boat (1980-1981; 2話)[26]